# Karl Larenz

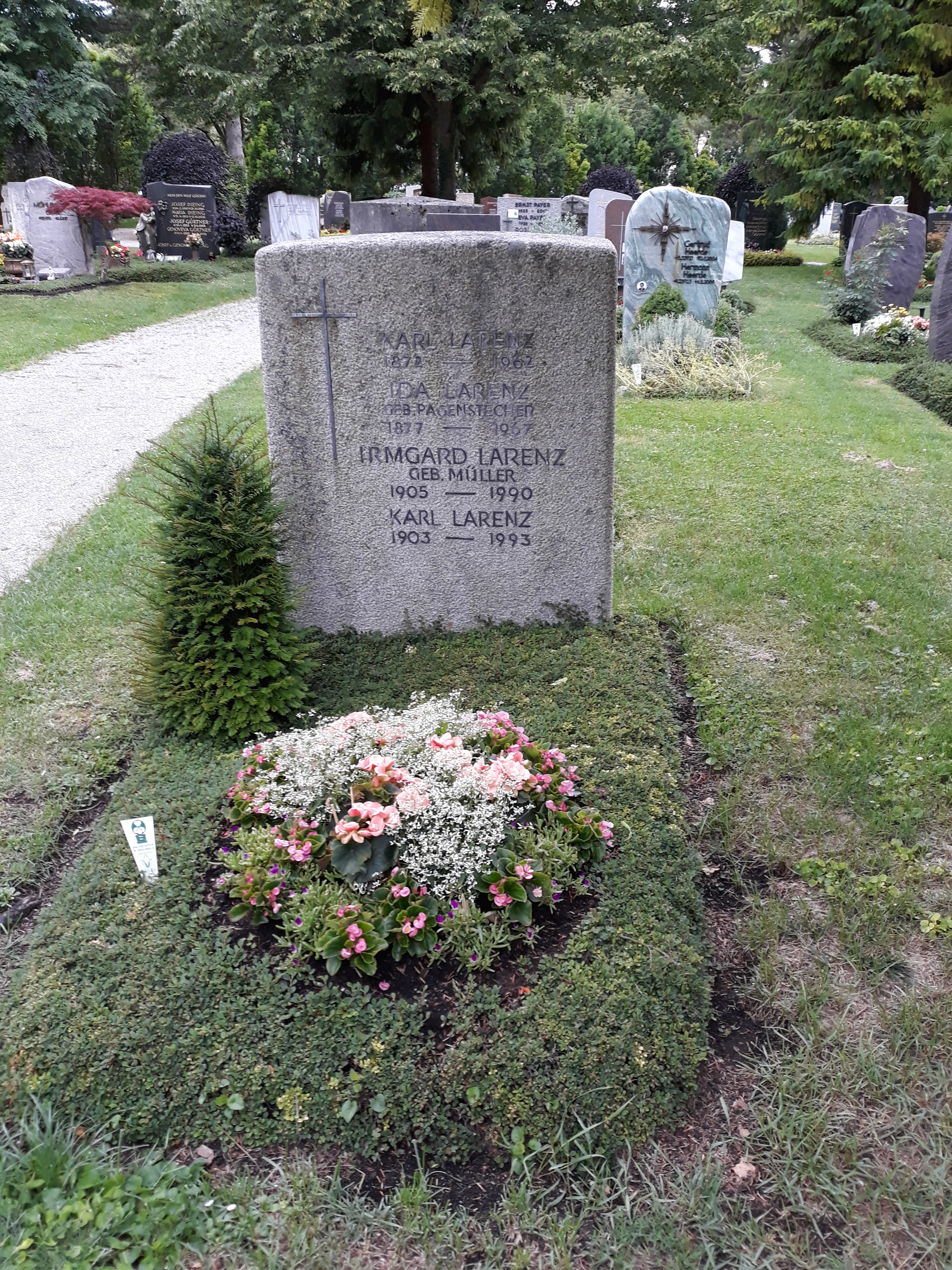
Das Grab von Karl Larenz, seiner Ehefrau Irmgard geborene Müller sowie seiner Eltern Karl (Richter am Preußischen Oberverwaltungsgericht) und Ida geborene Pagenstecher auf dem Friedhof Gröbenzell

Karl Alfred Rudolf Larenz (* 23. April 1903 in Wesel; † 24. Januar 1993 in Olching bei München) war ein deutscher Zivilrechtler und Rechtsphilosoph. Bekannt wurde er nach 1945 vor allem durch seine Werke Methodenlehre der Rechtswissenschaft und Lehrbuch des Schuldrechts. Zur Zeit des Nationalsozialismus war Larenz Mitglied der sogenannten Kieler Schule, einer Arbeitsgruppe nationalsozialistisch gesinnter Juristen an der Universität Kiel.

## Leben
Karl Larenz war der Sohn des Oberverwaltungsgerichtsrates Karl Larenz und dessen Frau Ida, geb. Pagenstecher. Er besuchte die Vorschule in Posen, das Gymnasium in Neuwied am Rhein sowie in Osnabrück und seit 1915 das Heinrich v. Kleist-Realgymnasium in Berlin-Schmargendorf. Nach dem Abitur im Jahr 1921 nahm Larenz zum Wintersemester 1921/22 an der Universität Berlin, wo sein Vater zuletzt Senatspräsident am Oberverwaltungsgericht war, das Studium der Rechtswissenschaft, Volkswirtschaft und Geschichte auf. Es folgten Studienortwechsel nach Marburg, erneut Berlin, München und Göttingen. Im Januar 1926 legte er in Celle das Referendarsexamen ab. Anfang November 1926 wurde er, nachdem seine Dissertation zu dem Thema „Hegels Zurechnungslehre und der Begriff der objektiven Zurechnung“ von der Göttinger Rechts- und Staatswissenschaftlichen Fakultät angenommen worden war, zum Doktor der Rechte promoviert. 1928/29 habilitierte sich Larenz bei Julius Binder in Göttingen mit der Schrift „Die Methode der Auslegung des Rechtsgeschäfts“, ohne den juristischen Vorbereitungsdienst durchlaufen bzw. das Assessorexamen abgelegt zu haben.
Ab Mai 1933 lehrte Larenz an der Universität Kiel, zunächst in Vertretung und ab 1935 als Inhaber des Lehrstuhls des Rechtsphilosophen Gerhart Husserl, der wegen seiner jüdischen Herkunft aus diesem Amt entfernt worden war. Larenz gehörte dort neben Franz Wieacker, Karl Michaelis, Wolfgang Siebert, Ernst Rudolf Huber, Georg Dahm und Friedrich Schaffstein zu einer Gruppe jüngerer Professoren, die als Kieler Schule bezeichnet wird und die sich als Kreis von Vordenkern der nationalsozialistischen Rechtserneuerung verstand. Laut Ernst Klee war Larenz „einer der wichtigsten NS-Theoretiker im Zivilrecht“.
Seit 1934 war Larenz zusammen mit Hermann Glockner Redakteur der Zeitschrift für Deutsche Kulturphilosophie. Am 25. Oktober 1937 beantragte er die Aufnahme in die NSDAP und wurde rückwirkend zum 1. Mai desselben Jahres aufgenommen (Mitgliedsnummer 5.041.008). Im NS-Juristenbund war er ebenfalls Mitglied.
Während des Zweiten Weltkriegs arbeitete Larenz beim NS-Projekt Kriegseinsatz der Geisteswissenschaften mit. 1942 erhielt er das Kriegsverdienstkreuz 2. Klasse.
Nach dem Ende des Zweiten Weltkriegs lehrte Larenz, der wegen seines Wirkens zwischen 1933 und 1945 zunächst Lehrverbot hatte, ab Dezember 1949 wieder an der Universität Kiel. Im Jahre 1960 wurde er an die Universität München berufen, wo er bis zu seiner Emeritierung blieb.

## Larenz und der Nationalsozialismus
Seit langem wird das Verhältnis von Larenz zum Nationalsozialismus kontrovers diskutiert. Auf der einen Seite gibt es Larenz’ Verteidigung, er sei bereits zu Beginn seiner Kieler Zeit im Mai 1933 ein Gegner des Nationalsozialismus und Teil des sogenannten Ahlmann-Plans zur intellektuellen Einhegung des Nationalsozialismus gewesen. Dieser Linie hat sich insbesondere Claus-Wilhelm Canaris angeschlossen. Auf der anderen Seite wurde seit den 1960er Jahren die Verstrickung Larenz’ in den Nationalsozialismus verstärkt aufgearbeitet. Von dieser Seite wurde Larenz insbesondere von Bernd Rüthers und Uwe Wesel als Kronjurist des Dritten Reiches eingestuft, der dem mörderischen Antisemitismus den Weg bereitet habe. Dem ist Ernst Klee gefolgt, Larenz sei „einer der wichtigsten NS-Theoretiker im Zivilrecht“, und Wolfgang Benz, Larenz sei einer „der wichtigsten nationalsozialistischen Theoretiker im Zivilrecht und in der Rechtsphilosophie“.
Aufgrund einer Neubewertung kommt Bernd Hüpers in seiner Rostocker Dissertation (2010) zu einem vermittelnden Ergebnis. Larenz sei kein Widerstandsleistender der ersten Stunde gewesen, sondern ein ergebener „akademischer Prediger des Nationalsozialismus“. Mangels Originalität und Reputation habe Larenz keine theoretische Führungsrolle einnehmen können. Erst im Zeichen des Russlandfeldzuges habe Larenz sich vom Regime distanziert und – sehr versteckt und nur die kleine Gruppe seiner Schüler – dazu aufgerufen, nicht mehr im blinden Gehorsam zu folgen. Hierfür nutzte Larenz den sogenannten „Kriegseinsatz der Geisteswissenschaften“ der Aktion Ritterbusch. Nach dem Krieg habe Larenz keine ethischen Konsequenzen gezogen. In den Jahren nach 1933 war Larenz in seinen Werken bestrebt, die Rechtsordnung an den Prinzipien des Nationalsozialismus auszurichten und sie in diesem Sinne umzugestalten. Dabei wollte er an Hegels Idealismus anknüpfen.
In der frühen Auseinandersetzung ging es vor allem um einen Absatz aus dem Aufsatz mit dem Titel Rechtsperson und subjektives Recht; Larenz schrieb dort 1935: „Nicht als Individuum, als Mensch schlechthin (…) habe ich Rechte und Pflichten und die Möglichkeit, Rechtsverhältnisse zu gestalten, sondern als Glied (…) der Volksgemeinschaft. Nur als in Gemeinschaft lebendes Wesen, als Volksgenosse ist der Einzelne eine konkrete Persönlichkeit. Nur als Glied der Volksgemeinschaft hat er seine Ehre, genießt er Achtung als Rechtsgenosse.“ Er schlug deshalb vor, die grundlegende Vorschrift des § 1 BGB, wonach die Rechtsfähigkeit des (also jedes) Menschen mit der Vollendung der Geburt beginnt, wie folgt zu ändern: „Rechtsgenosse ist nur, wer Volksgenosse ist; Volksgenosse ist, wer deutschen Blutes ist.“ Ferner schrieb er in demselben Beitrag: „Volksgenosse ist, wer deutschen Blutes ist. Wer außerhalb der Volksgemeinschaft steht, steht auch nicht im Recht.“ Damit stellte sich Larenz auf den Boden der nationalsozialistischen (Rassen-)Ideologie.
Diese Ausführungen enthalten ein Bekenntnis zum Nationalsozialismus; ihnen ist aber keine theoretische, weder philosophische noch juristische, Wegbereitung beizumessen. Bereits das Parteiprogramm der NSDAP vom 24. Februar 1920 sah in Punkt 4. Ähnliches vor: „Staatsbürger kann nur sein, wer Volksgenosse ist. Volksgenosse kann nur sein, wer deutschen Blutes ist, ohne Rücksichtnahme auf Konfession. Kein Jude kann daher Volksgenosse sein.“ Auch der oft nicht mitzitierte Nachsatz von Larenz: „Wer außerhalb der Volksgemeinschaft steht, steht auch nicht im Recht, ist nicht Rechtsgenosse. Allerdings kann und wird der Fremde in vielen Beziehungen als Gast den Rechtsgenossen gleichgestellt werden.“ entspricht dem Parteiprogramm der NSDAP: „5. Wer nicht Staatsbürger ist, soll nur als Gast in Deutschland leben können und muss unter Fremd-Gesetzgebung stehen.“ Hüpers fasst diesen Befund wie folgt zusammen: Larenz’ Ausführungen „verlieren im Zusammenhang den ihnen unterstellten mörderischen Sinn. Dennoch sind sie nicht vollständig relativiert. Larenz hat zu der nationalistischen Avantgarde spürbar aufgeschlossen. Auch er ist nunmehr für ein rassenbiologisches Apartheidsregime. Weiterreichende Tendenzen antisemitischer Art, überschäumende Hasstiraden oder Ausbeutungs- oder Vernichtungsgedanken lassen sich jedoch nicht feststellen. Larenz befindet sich mit seinem Reformvorschlag zu § 1 BGB wertungsmäßig auf einer ähnlichen rassistischen Stufe wie das Regime in seinen Nürnberger Gesetzen. Die 'Anderen', vor allem die Juden, sind keine Mitbürger mehr. Leben und Arbeiten werden erschwert, aber nicht unmöglich gemacht.“

## Wirken
Nach dem Zweiten Weltkrieg waren das allgemeine Zivilrecht und die juristische Methodik unter den nun veränderten Vorzeichen Schwerpunkte seiner wissenschaftlichen Arbeit. Insbesondere mit seinen Lehrbüchern zum Schuldrecht und zum allgemeinen Teil des bürgerlichen Rechts hat er die Rechtswissenschaft in der Bundesrepublik beeinflusst. Erhebliche Beachtung hat auch sein Lehrbuch der Methodenlehre gefunden, das etwa den Begriff der teleologischen Reduktion (ein Fall der einschränkenden Auslegung) geprägt hat. Er wendet sich von der Interessenjurisprudenz, die die vom Gesetzgeber gesetzten Interessen umsetzen will, ab und legt stattdessen den Schwerpunkt auf die „Lebensordnung“ und die „Bedürfnisse des Lebens“, die nach Larenz selbst normativ werden könnten. Damit gibt er dem Richter weitreichende Entscheidungsbefugnisse und lockert seine Bindung an das Gesetz. Im Hinblick auf diese Flexibilisierung des Rechts wird Larenz’ Methodenlehre verfassungsrechtlich kritisch gesehen. Obwohl in Larenz’ Methodenlehre ein so genannter historisch-kritischer Teil enthalten ist, fehlt es an jeder Auseinandersetzung mit den – auch eigenen – rechtswissenschaftlichen Positionen aus der Ära des Dritten Reichs. In der Schrift Richtiges Recht hat Larenz 1979 seine rechtsphilosophischen Anschauungen zum Ausdruck gebracht; er bekennt sich darin zu einer auf der Privatautonomie gründenden Rechtsordnung.
Larenz war Lehrer einiger heute zum Teil einflussreicher Rechtswissenschaftler (etwa von Claus-Wilhelm Canaris, Uwe Diederichsen, Helmut Köhler, Detlef Leenen, Manfred Wolf).

## Werke (Auswahl)
Vor 1945:
- (mit Günther Holstein): Staatsphilosophie, München 1933.
- Deutsche Rechtserneuerung und Rechtsphilosophie (= Recht und Staat in Geschichte und Gegenwart, Bd. 109), Tübingen 1934.
- Hrsg. mit Georg Dahm u. a.: Grundfragen der neuen Rechtswissenschaft, Berlin 1935.
- Volksgeist und Recht. Zur Revision der Rechtsanschauung der historischen Schule. In: Zeitschrift für deutsche Kulturphilosophie, 1, 1935, S. 40–60.
- Rechtsperson und subjektives Recht. In: Karl Larenz u. a. (Hrsg.): Grundfragen der neuen Rechtswissenschaft, Berlin 1935, S. 225–260.
- Vertrag und Unrecht. Teil 1: Vertrag und Vertragsbruch. Teil 2: Die Haftung für Schaden und Bereicherung. Hanseatische Verlagsanstalt, Hamburg 1936/37.
- Über Gegenstand und Methode völkischen Rechtsdenkens, Berlin 1938.
- Die Idee einer wesenhaft deutschen Philosophie bei Johann Gottlieb Fichte. In: Kieler Blätter (1938), Heft 1, S. 41–48.
- Hegelianismus und preußische Staatsidee. Die Staatsphilosophie Joh. Ed. Erdmanns und das Hegelbild des 19. Jahrhunderts. Hanseatische Verlagsanstalt, Hamburg 1940.

Nach 1945:
- Lehrbuch des Schuldrechts, München 1953 (Bd. 1), 1956 (Bd. 2) (Als erste Auflage bezeichnet, obwohl ein Vorgängerwerk von Larenz unter dem Titel Vertrag und Unrecht bereits 1936 (Bd. 1) und 1937 (Bd. 2) erschienen war). Mehrfache Neuauflagen.
- Allgemeiner Teil des deutschen Bürgerlichen Rechts, München 1960. Mehrfache Neuauflagen.
- Methodenlehre der Rechtswissenschaft, Heidelberg 1960. Mehrfache Neuauflagen, ISBN 3-540-59086-2.
- Über die Unentbehrlichkeit der Jurisprudenz als Wissenschaft, Berlin 1966 (online (Memento vom 24. Mai 2012 im Internet Archive) bei der Juristischen Gesellschaft Berlin).